# 周系英
周系英（1765年—1824年），字孟才，號石芳，湖南湘潭人。清朝政治人物，進士出身。
乾隆五十五年（1709年）中會試，因偶感風寒延期殿試。乾隆五十八年（1793年）成进士，选庶吉士，散館授編修。嘉慶十年（1805年）升侍講，出督四川學政。嘉慶十四年（1809年）官翰林院侍读学士，入直南书房，擢拔為太常寺卿。歷官山西學政、光祿寺卿、大理寺卿、內閣學士、禮部、兵部侍郎等職。嘉慶二十四年（1819年）湘潭爆發土客械斗，“闭城罢市，械斗兼旬，人心汹汹，几激大变”，周系英与巡抚吳邦慶互劾，系英之子周汝桢曾致书在籍给事中石承藻，事發，褫职回籍。道光二年（1822年）迁工部侍郎，督江西学政。道光四年（1824年）调户部左侍郎，卒於任上。著有《周系英笔记》。

## 延伸阅读
[在维基数据编辑]
 《清史稿·卷354》，出自趙爾巽《清史稿》